# Ziemowit Szuman
Ziemowit Szuman (ur. 15 lipca 1901 w Gołuchowie, zm. 17 października 1976 w Szczecinie) – artysta malarz.

## Życiorys
Ziemowit Szuman był synem Mariana, ziemianina. Początkowo studiował rolnictwo i malarstwo w Poznaniu, potem kontynuował edukację plastyczną w Académie de la Grande Chaumière w Paryżu, gdzie jego nauczycielami byli Stanisław Kamocki i Othon Friesz. Od 1945 roku związany z Gorzowem Wielkopolskim. Organizował tam wystawy plastyczne, za co wyróżniony został specjalną nagrodą. Pełnił rozmaite funkcje w Związku Polskich Artystów Plastyków: w latach 1957–1959 i 1967-1969 był prezesem Okręgu w Szczecinie, następnie między 1969 a 1971 był wiceprezesem Związku; przewodniczył też sekcji malarskiej ZPAP w Szczecinie (1961-1963), po czym między 1963-1965 był członek Zarządu ZPAP.
Uczestniczył w wielu wystawach krajowych i międzynarodowych, m.in. w latach 1945–1951 w wystawach Plastyki Ziemi lubuskiej w Gorzowie Wlkp. W 1948 roku jego prace były wystawiane na Wystawie Ziem Odzyskanych we Wrocławiu; w późniejszych latach brał udział w Wystawie XV-lecia PRL oraz sześciu festiwalach Polskiego Malarstwa Współczesnego w Szczecinie, których był inicjatorem oraz czterokrotnie komisarzem. Wystawy indywidualne jego prac odbywały się m.in. w Warszawie, Poznaniu, Zakopanem, Opolu, Szczecinie, a za granicą w 1965 roku w Paryżu i w roku 1970 w Biarritz. W 1971 na retrospektywnej wystawie indywidualnej pokazał 80 obrazów reprezentujących 25 lat przynależności do ZPAP. Brał też udział w wystawach grupowych w Warszawie, Łodzi, Toruniu i Szczecinie oraz siedmiokrotnie w wystawach Société des Artistes Indépendants, którego od 1971 roku był członkiem. W 1970 roku uczestniczył w wystawach: Salon des Artistes Francais, Peintres Abstraits-Cimaise de Paris oraz Salon International Paris-Sud. Rok później brał udział w międzynarodowej wystawie w Galerie Mouffo w Paryżu, w Cannes i Deauville. Wcześniej jego prace pokazywane były w 1965 i 1967 w Kopenhadze, a w 1970 roku w Aarchus, Rostoku i Rydze; w Pradze wystawiał w 1973 roku, rok później wraz z grupą „M 59” w Kopenhadze i w Levallois (Francja 1974).
Za swoje osiągnięcia uhonorowany był m.in. Krzyżem Kawalerskim Orderu Odrodzenia Polski, Medalem XXX-lecia Polski Ludowej, „Gryfem Pomorskim” i Odznaką Honorową „Za zasługi w rozwoju województwa szczecińskiego”.
Zmarł 17 października 1976 roku w Szczecinie i pochowany został na Szczecińskim cmentarzu Centralnym kwatera 61.